# Bruno Ferraz das Neves
Bruno Ferraz das Neves (født 11. juni 1984) er en brasiliansk fodboldspiller.